# The People’s Key
A The People’s Key a Bright Eyes kilencedik, egyben utolsó stúdióalbuma, amelyet 2011. február 1-jén, Conor Oberst 31. születésnapján adott ki a Saddle Creek Records. Megjelenése előtt már meghallgatható volt a National Public Radio „First Listen” online streamjén keresztül. A lemez felvételére az omahai ARC Studiosban került sor; producere Mike Mogis, akit a hangmérnöki feladatoknál Andy LeMaster egészített ki.
Az album a Saddle Creek Records 158. kiadványa.

## Leírás
Az album vendégszereplői Andy LeMaster (Now It’s Overhead), Matt Maginn (Cursive), Carla Azar (Autolux), Clark Baechle (The Faint), Shane Aspegren (The Berg Sans Nipple), Laura Burhenn (The Mynabirds) és Denny Brewer (Refried Ice Cream). A szövegben több, a rasztafariánus mozgalommal kapcsolatos személyre (Hailé Szelasszié), vagy szimbólumra (Judás oroszlánja, rasztafári angol) való utalás is van.

## Borító
Zack Nipper, a borító tervezője elmondta, hogy a „tűzfal” Oberst ötlete volt; azt szerette volna, hogy a mintázat feltűnő legyen. Az alkotás az Every Day and Every Nighthoz hasonlóan (ez volt az első Bright Eyes-lemez, melynek borítóját Nipper tervezte) papírvágással készült. Zack először a vinyl-, majd a CD-, később pedig az MP3-kiadáshoz tervezte meg a mintázatot, mert szerinte „ilyen sorrendben nézve van jelentése”.
A CD-kiadás első 50 000 példánya a hanglemezes változathoz hasonlóan háromrétűre kihajtható, irizáló fóliára nyomtatott tokban jelent meg, ami egy borítót, egy színes, belső tartót és egy 20 oldalas füzetet tartalmaz.
2011 januárjában bejelentették, hogy az album elnyerte a legjobb hanglemez-borítóért járó díjat.

## Számlista
Az összes dal szerzője Conor Oberst, kivéve az Approximate Sunlight számot, amelyet Nate Walcottal közösen írtak. 
| 1.    | Firewall                                  | 7:16 |
| 2.    | Shell Games                               | 3:55 |
| 3.    | Jejune Stars                              | 4:10 |
| 4.    | Approximate Sunlight                      | 4:24 |
| 5.    | Haile Selassie                            | 4:33 |
| 6.    | A Machine Spiritual (in the People’s Key) | 4:19 |
| 7.    | Triple Spiral                             | 3:51 |
| 8.    | Beginner’s Mind                           | 3:55 |
| 9.    | Ladder Song                               | 3:58 |
| 10.   | One for You, One for Me                   | 6:37 |
| 47:02 |                                           |      |

| 11. | Singularity | 4:30 |

| 12. | Singularity       | 4:30 |
| 13. | In the Real World | 3:36 |

Egy korlátozott számban elérhető kibővített kiadás több, a Saddle Creek Records által megjelentetett albumról tartalmaz MP3-formátumú dalmintákat.

## Fogadtatás
Az album vegyestől pozitívig terjedő értékeléseket kapott. A Metacriticnél 35 értékelésből 70 pontot kapott, ami általánosan pozitívnak mondható.
Az AllMusic értékelésében kiemelték a kisebb léptékű skálázódást, náluk ez 3,5 pontot ért az 5-ből. A Pitchfork Media 5 pontot adott a tízből, mivel szerintük túl személytelenek a számok, de a Ladder Song című dalt kedvezően fogadták. A Slant Magazine 2 csillagra értékelte az ötből. A No Ripcord 60 pontot adott, véleményük szerint „alapjaiban véve nincs probléma a The People’s Keyjel, viszont tudjuk, hogy a Bright Eyes jobbat is tudna csinálni”. A Drowned in Sound és a New Musical Express sokkal pozitívabban értékelte a lemezt: előbbi 9, utóbbi pedig 8 pontot adott a tízből. Az NME „egyszerű, klasszikus elektronikus zenének” nevezte, valamint a magazinnál kiemelték, hogy az elektronikus zene felé tett elmozdulás új színt hozott az együttes életébe.
A The People’s Key a Billboard 200-as listán a 13., az alternatív albumlistán a 7., a brit albumlistán pedig a 46. lett.

## Közreműködők
- Conor Oberst – ének, gitár, zongora, billentyűk
- Mike Mogis – gitár, pedal steel gitár, ütőhangszerek, effektek, hangmérnök, producer
- Nate Walcott – zongora, orgona, szintetizátor, mellotron
- Andy LeMaster – ének, gitár, basszusgitár
- Carla Azar – dob, ütőhangszerek
- Clark Baechle – dob
- Denny Brewer – sámánének
- Laura Burhenn – ének
- Matt Maginn – basszusgitár
- Shane Aspegren – dob, ütőhangszerek

## Helyezések
| Lista (2011)                             | Helyezés |
| ---------------------------------------- | -------- |
| Ausztrália (ARIA Top 50 Albums)          | 55       |
| Egyesült Királyság (UK Albums Chart)     | 46       |
| USA Billboard 200                        | 13       |
| Kanada (Billboard Canadian Albums Chart) | 38       |

## Fordítás
Ez a szócikk részben vagy egészben  a   The People's Key című angol Wikipédia-szócikk ezen változatának fordításán alapul.  Az eredeti cikk szerkesztőit annak laptörténete sorolja fel. Ez a jelzés csupán a megfogalmazás eredetét és a szerzői jogokat jelzi, nem szolgál a cikkben szereplő információk forrásmegjelöléseként.